# غريغوري كايدانوف
غريغوري كايدانوف (11 أكتوبر 1959-) هو أستاذ كبير في الشطرنج الأمريكي من أصل سوفيتي. أُدخِلَ إلى قاعة مشاهير الشطرنج الأمريكية عام 2013.كايدانوف هو المدرب الرئيسي لمدرسة الشطرنج بالولايات المتحدة ويقوم بالتدريس على مستوى الأستاذ الكبير.

## أبرز إنجازات مسيرته المهنية
- 1972 – بطولة الاتحاد الروسي للفتيان تحت 14 عامًا – المركز الأول.
- 1975 – حصل على لقب مرشح للماجستير (ما يعادل لقب خبير في الولايات المتحدة).
- 1978 – حصل على لقب الماجستير الوطني.
- 1987 – حصل على لقب الماجستير الدولي.
- 1988 - حقق لقب الأستاذ الكبير وتعادل في المركز الأول في بطولة دولية قوية في بلغراد.
- 1992 – فاز ببطولة العالم المفتوحة للشطرنج.
- 1992 – فاز ببطولة الولايات المتحدة المفتوحة للشطرنج.
- 1993 – فاز ببطولة العالم للشطرنج كعضو في فريق الولايات المتحدة.
- 1998 – الميدالية الفضية في أولمبياد الشطرنج عام 1998 كعضو في فريق الولايات المتحدة.
- 2001 – فاز ببطولة أمريكا الشمالية المفتوحة للشطرنج.
- 2002 – فاز ببطولة إيروفلوت المفتوحة (أكثر من 81 أستاذًا كبيرًا آخر)،[2] وتعادل في المركز الأول في بطولة الولايات المتحدة للماجستير في الشطرنج.
- 2008 - فاز بسباق غوسدال كلاسيك، الذي أقيم في الفترة من 8 إلى 16 أبريل في غوسدال، النرويج، وسجل 7/9.[3]
- 2021 – فاز ببطولة الولايات المتحدة للاعبين الكبار.[4]

## روابط خارجية
- غريغوري كايدانوف على موقع الاتحاد الدولي للشطرنج (الإنجليزية)
- غريغوري كايدانوف على موقع مباريات الشطرنج (الإنجليزية)
- غريغوري كايدانوف على موقع 365Chess.com (الإنجليزية)
- غريغوري كايدانوف على موقع Chesstempo.com (الإنجليزية)
- غريغوري كايدانوف على موقع الاتحاد الأمريكي للشطرنج (الإنجليزية)
- غريغوري كايدانوف سجل أولمبياد الشطرنج على موقع OlimpBase.org (الإنجليزية)